# Pachymedusa dacnicolor
Pachymedusa dacnicolor és una espècie d'amfibis de la família dels hílids. És monotípica del gènere Pachymedusa. És endèmica de Mèxic.
Els seus hàbitats naturals inclouen boscos tropicals o subtropicals secs, rius intermitents, aiguamolls intermitents d'aigua dolça, zones d'emmagatzematge d'aigües i estanys. Està amenaçada d'extinció per la destrucció del seu hàbitat natural.